# Julio César Lupinacci
Julio César Lupinacci, vollständiger Name Julio César Lupinacci Gabriel, (* 1927 oder 1928; † 7. November oder 8. November 2008) war ein uruguayischer Diplomat.
Lupinacci wurde am 14. Oktober 1975 zum uruguayischen Botschafter in Venezuela ernannt. Später übte er dieses Amt von 1982 bis 1985 in Chile aus. Von 1985 bis 1987 war er Ständiger Vertreter Uruguays bei den Vereinten Nationen. Mindestens 1993 leitete er die diplomatische Vertretung in Italien. Von seiner Ernennung am 18. Mai 1999 bis zu seinem Ausscheiden am 9. Mai 2000 war er Uruguays Botschafter in Argentinien. Die Amtseinführung fand am 7. Juli 1999 statt. Zudem hatte er das Amt des Botschafters beim Vatikan inne. Auch war er Berater für Rechtsfragen bei der Organisation Amerikanischer Staaten.
Er starb nach Presseberichten im Alter von 80 Jahren im Sanatorio Americano. Das „Who's who in Latin America“ führt für ihn allerdings das Geburtsjahr 1929.